# Sajczyce (wieś)

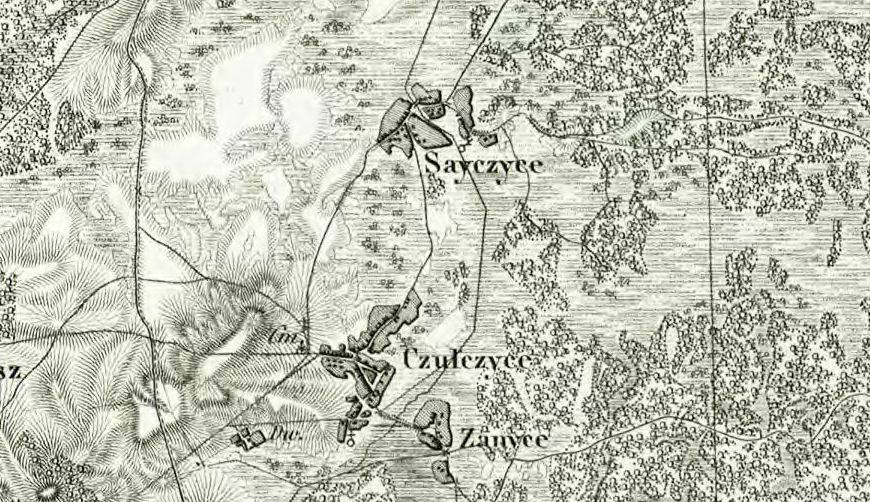
Sajczyce na Mapie Topograficznej Królestwa Polskiego z 1839 r.

Sajczyce – wieś w Polsce, położona w województwie lubelskim, w powiecie chełmskim, w gminie Sawin.
| SIMC    | Nazwa      | Rodzaj    |
| ------- | ---------- | --------- |
| 0107152 | Majdanek   | część wsi |
| 0107169 | Stara Wieś | część wsi |

W latach 1975–1998 miejscowość administracyjnie należała do województwa chełmskiego. 
Administracyjnie wieś jest sołectwem. Według Narodowego Spisu Powszechnego (III 2011 r.) liczyła 200 mieszkańców i była siódmą co do wielkości miejscowością gminy Sawin. 
Wierni Kościoła rzymskokatolickiego należą do parafii św. Rocha w Czułczycach.

## Historia
Sąjczyce, znane w roku 1564 pod nazwą Isayczyce, wieś w powiecie chełmskim. Z rejestrów poborowych wiadomo że w  1564 płacą od 5¼ łana, 7 zagrodników  z rolą, 2 czynszowników. W r. 1565 wieś w starostwie chełmskim, posiadała wówczas 11 dworzyszcz, z których dawano po 10 groszy i półtorej rączki miodu . Zagrodników było 9. Ogółem pobór wynosił  19 florenów i  6 groszy.